# Квантришвили, Григорий Гедеонович
Григорий Гедеонович Квантришвили, другой вариант отчества — Гедеванович (16 апреля 1909 года, село Тврини, Шорапанский уезд, Кутаисская губерния, Российская империя — неизвестно, село Тврини, Зестафонский район, Грузинская ССР) — бригадир колхоза имени Микояна Зестафонского района, Грузинская ССР. Герой Социалистического Труда (1949).

## Биография
Родился в 1909 году в крестьянской семье в селе Тврини Шорапанского уезда. С раннего возраста трудился в сельском хозяйстве. С 1934 года проходил срочную службу в Красной Армии. После армии трудился в местном колхозе до призыва в Красную Армию в 1941 году по мобилизации. Воевал в составе 466-го зенитно-артиллерийского полка Грозненского дивизионного района ПВО. Осуществлял прикрытие от вражеских ударов нефтедобывающие предприятия около Грозного. В 1944 году после реорганизации воинской части демобилизовался в сентябре 1944 года и возвратился в Грузию, где продолжил трудиться в местном колхозе имени Микояна Зестафонского района. В послевоенные годы — бригадир в этом же колхозе.
В 1948 году бригада под его руководством собрала в среднем с каждого гектара по 75,4 центнеров винограда шампанских вин на площади 10 гектаров. Указом Президиума Верховного Совета СССР от 9 августа 1949 года удостоен звания Героя Социалистического Труда за «получение высоких урожаев винограда в 1948 году» с вручением ордена Ленина и золотой медали «Серп и Молот» (№ 4365).
Этим же Указом званием Героя Социалистического Труда были также награждены труженики колхоза имени Микояна Зестафонского района Илья Захариевич Гачечиладзе, Ведий Георгиевич Квантришвили, Георгий Архипович Квантришвили, Николай Афрасионович Квантришвили, Пётр Леванович Квантришвили, Карл Синоевич Сирадзе и Евгений Ермолаевич Чанкветадзе.
За выдающиеся трудовые достижения по итогам Семилетки (1959—1965) награждён Орденом Трудового Красного Знамени.
После выхода на пенсию проживал в родном селе Тврини Зестафонского района. С 1968 года — персональный пенсионер союзного значения. Дата смерти не установлена.
Награды
- Герой Социалистического Труда
- Орден Ленина
- Орден Трудового Красного Знамени (02.04.1966)